# Memorandum z Wannsee
Memorandum z Wannsee – dokument wyznaczający standardy zarządzania i upamiętniania byłych niemieckich obozów koncentracyjnych i zagłady przyjęty podczas forum eksperckiego, które odbyło się 7 kwietnia 2017 r. w Wannsee k. Berlina.
Tekst Memorandum z Wannsee ukazał się nakładem Ośrodka Badań nad Totalitaryzmami im. Witolda Pileckiego oraz Muzeum Auschwitz-Birkeanu w językach: angielskim francuskim, polskim i niemieckim.

## Postanowienia
Głównym celem Memorandum z Wannsee jest zwrócenie uwagi na konieczność stosowania standardów zarządzania i upamiętniania przez obozy koncentracyjne i ośrodki zagłady poza granicami Polski, polegające na odwzorowaniu ukształtowanych w Państwowym Muzeum Auschwitz-Birkenau praktyk – wyrażających tak ważne dla UNESCO zasady autentyzmu, zachowania integralności artefaktów i zbiorów archiwalnych oraz współpracy międzynarodowej.
Zebrani w Wannsee eksperci zgodzili się, że wpis niemieckiego nazistowskiego obozu koncentracyjnego Auschwitz-Birkenau na listę światowego dziedzictwa UNESCO w 1979 r. jest symbolem dla pozostałych byłych obozów i ośrodków zagłady położonych poza granicami Polski. W Memorandum z Wannsee eksperci wezwali do wdrażania przez inne państwa przyjętych standardów zarządzania i upamiętniania w największych obozach koncentracyjnych i ośrodkach zagłady poza granicami Polski.

## Standardy zarządzania
W Memorandum z Wannsee sygnatariusze wezwali do wdrażania przez inne państwa przyjętych standardów zarządzania i upamiętniania w największych obozach koncentracyjnych i ośrodkach zagłady poza granicami Polski, polegających na:
- odwzorowaniu ukształtowanych w Państwowym Muzeum Auschwitz-Birkenau w Oświęcimiu praktyk – wyrażających tak ważne dla UNESCO zasady autentyzmu, zachowania
- integralności artefaktów i zbiorów archiwalnych oraz współpracy międzynarodowej; rozwijaniu działalności edukacyjnej z poszanowaniem prawdy oraz w duchu międzynarodowego dialogu i współpracy
- gromadzeniu i zachowaniu in situ artefaktów należących do Ofiar (tabliczek indentyfikacyjnych, butów, walizek etc.) i dokumentacji archiwalnej (dokumentów, zdjęć, filmów, map)
- utworzeniu pracowni konserwatorskiej in situ
- przeprowadzaniu badań archeologicznych we współpracy międzynarodowej i pod opieką rabiniczną
- funkcjonowaniu na przykładzie Międzynarodowej Rady Oświęcimskiej ciał doradczych oraz opiniujących, składających się z ekspertów
- prowadzeniu rzetelnych badań dotyczących zarówno Ofiar, jak i sprawców
- obowiązku zamieszczania na ekspozycjach stałych, w materiałach informacyjnych oraz na stronach internetowych czytelnej informacji o przynależności narodowościowej i państwowej Ofiar[4].

## Sygnatariusze Memorandum[4]
- Centrum Światowego Dziedzictwa UNESCO
- Instytut Jad Waszem
- Fundacja Memoire de la Shoah
- International Coalition of Sites of Conscience
- Muzeum Holokaustu w Waszyngtonie
- Ministerstwa Kultury i Dziedzictwa Narodowego
- Ministerstwo Spraw Zagranicznych
- Ośrodek Badań nad Totalitaryzmami im. Witolda Pileckiego
- Państwowe Muzeum Auschwitz-Birkenau
- Polski Komitet ds. UNESCO
- Narodowy Instytut Dziedzictwa